# Bärbel Struppert
Bärbel Struppert (née Schrickel le 26 septembre 1950 à Iéna) est une athlète allemande spécialiste du 100 mètres ; elle pratiqua aussi le relais 4 × 100 mètres. Licenciée au TuS Jena, club de la ville d'Iéna, elle mesure 1,58 m pour 50 kg.

## Carrière

### Palmarès
| Date | Compétition           | Lieu   | Résultat | Épreuve   | Performance |
| ---- | --------------------- | ------ | -------- | --------- | ----------- |
| 1972 | Jeux olympiques d'été | Munich | 2e       | 4 × 100 m | 42 s 95     |

### Records
| Épreuve    | Performance | Date |
| ---------- | ----------- | ---- |
| 100 mètres | 11 s 1      | 1972 |